# Alexandra von Berlichingen
Alexandra Carola Harriet Freifrau von Berlichingen-Jagsthausen, geborene von Vultejus (* 12. Februar 1941 in Ludwigslust; † 1. März 2023 in Schloss Stetten (Hohenlohe)), war eine deutsche Dolmetscherin, Vorsitzende und Mitgeschäftsführerin der Burgfestspiele Jagsthausen. Sie war in zweiter Ehe mit dem ehemaligen Bundespräsidenten Roman Herzog verheiratet.

## Leben
Alexandra von Berlichingen entstammte dem Adelsgeschlecht der Vultejus. Sie war die Tochter des Obersten Hermann von Vultejus (1897–1953) und dessen Ehefrau Luise von Vultejus geb. Busch (1914–2000). Ihr Vater war 1938 in Ludwigslust im 14. Reiter-Regiment als Rittmeister und Regimentsadjutant stationiert. 1945 floh die Familie nach Hamburg. 1949 ließen sich ihre Eltern scheiden. Die Mutter ging noch im selben Jahr eine neue Ehe mit Mortimer von Falkenhausen (1892–1949) ein, der jedoch kurze Zeit später verstarb. Mehrere Jahre verbrachte sie im Internat, ein Jahr auf einem College in London, ein weiteres in Mexiko. Sie arbeitete zwei Jahre lang als Dolmetscherin für Englisch und Spanisch im kolumbianischen Generalkonsulat in Hamburg. 1964 heiratete sie den Offizier Götz Wolf von Berlichingen (1935–1994), der bei der Bundeswehr bis zum Oberst aufstieg und in einem NATO-Stab eingesetzt war. Der Ehe entstammen zwei Kinder.
Sie gab 1964 ihren Beruf auf, zog die beiden Kinder groß und lebte mit ihrem Mann in Koblenz, Westerburg, München, Heidelberg, Ansbach und schließlich im Schloss Rossach in Schöntal.  Das Ehepaar war mit Roman Herzog und dessen Ehefrau Christiane Herzog befreundet.
Nach dem frühen Tod ihres Mannes 1994 übernahm sie den Vorsitz der Burgfestspiele Jagsthausen. Die Burgfestspiele Jagsthausen wurden 2001 in eine gemeinnützige GmbH umgewandelt, in der sie eines der drei Mitglieder der Geschäftsführung wurde. Sie war bis 2020 im Unternehmen aktiv.
Im Sommer 2001 heiratete sie in Österreich den im Jahr 2000 verwitweten Alt-Bundespräsidenten Roman Herzog, mit dem sie auf Burg Jagsthausen lebte. Nach dessen Tod am 10. Januar 2017 war sie erneut verwitwet. 
In ihren letzten Monaten lebte Alexandra Freifrau von Berlichingen in der Seniorenresidenz Schloss Stetten in Künzelsau. Alexandra von Berlichingen verstarb am 1. März 2023 im Alter von 82 Jahren in Schloss Stetten und wurde auf dem Friedhof Jagsthausen beigesetzt.